# Blackboy Hill

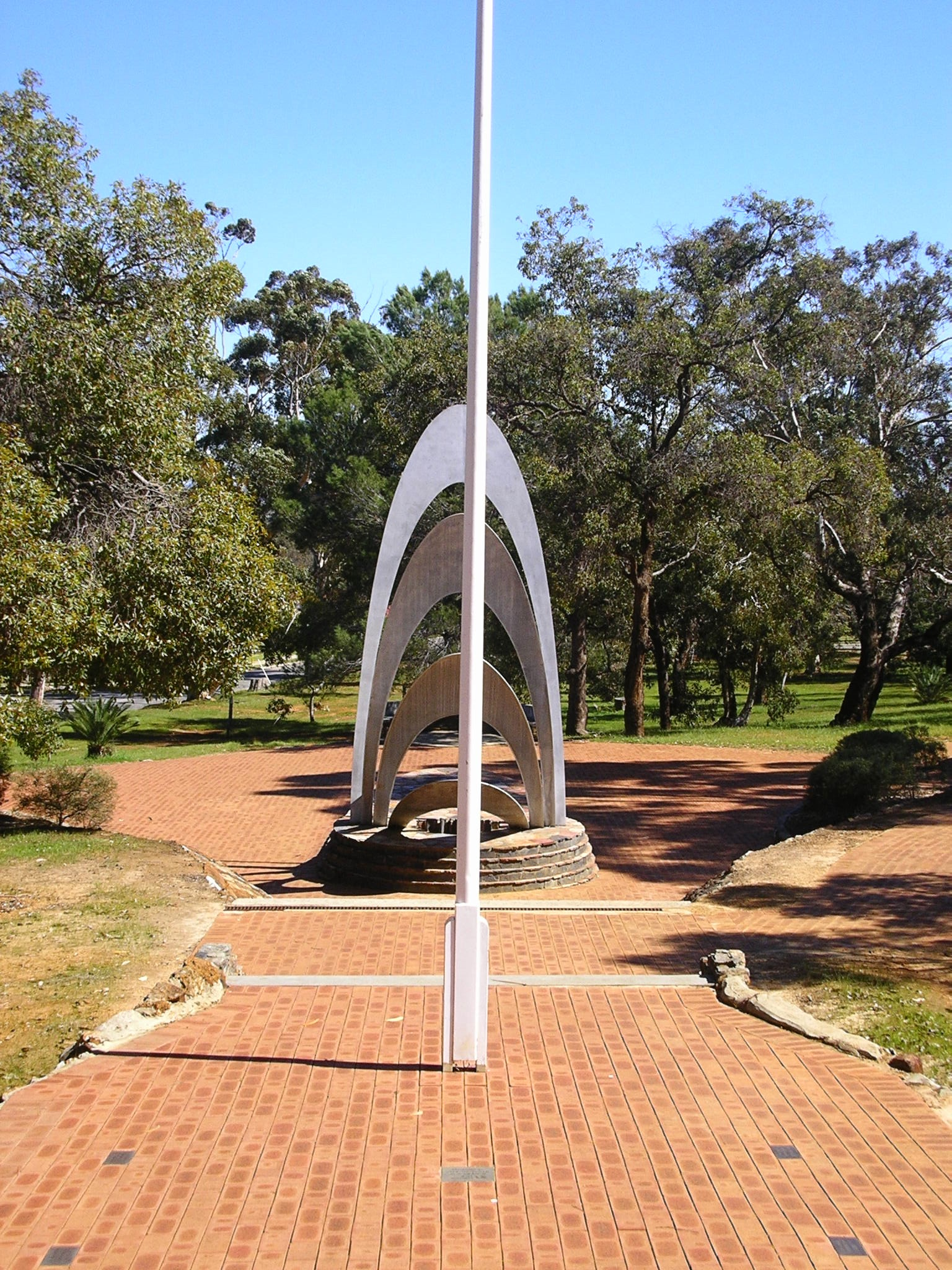

Blackboy Hill a été nommé d'après la plante originaire d'Australie "black boy", Xanthorrhoea preissii (en), qui dominait le site.
À l'origine un camp militaire, les installations et les bâtiments adjacents se trouvaient sur la colline qui est maintenant utilisée par l'école primaire et l'église St Anthony, et l'école primaire de Greenmount en Australie-Occidentale.

## Première Guerre mondiale
Au cours de la constitution des troupes pour la Première Guerre mondiale, le site était un camp d'entraînement militaire utilisé pour héberger un grand nombre de troupes de la Force impériale australienne (AIF) avant leur départ pour les différents fronts en Europe et au Moyen-Orient.